# Kevlar
Kevlar je tržno ime za para-amid sintetično vlakno, sorodno drugim aramidom, kot sta Nomex in Technora. Material je razvila Stephanie Kwolek pri DuPontu leta 1965, Ta zelo močni material so sprva uporabljali namesto jekla v dirkalnih gumah. Kevlar se lahko uporablja  samostojno ali pa kot sestavina pri kompozitnih materialih.
Kevlar se uporablja na različnih področjih – za kolesa pri biciklu, dirkalne jadrnice, neprebojne jopiče, bobne, vrvi, vojaška plovila ... Kevlar ima visoko natezno trdnost, 5-krat večjo kot železo pri isti teži. 
Precej podobno kemično strukturo ima vlakno Twaron,  ki so ga razvili pri Akzo-u v 70. letih.
Poli-parafenilen tereftalamid (kevlar) je izumila poljsko-ameriška znanstvenica Stephanie Kwolek, ko je delala za DuPont. Leta 1964 je njena ekipa ravzijala novo lahko in močno vlakno, ki bi se uporabljalo v avtomobilskih plaščih.